# Keith Acton
Keith Edward Acton, född 15 april 1958, är en kanadensisk före detta professionell ishockeyspelare som tillbringade 15 säsonger i den nordamerikanska ishockeyligan National Hockey League (NHL), där han spelade för ishockeyorganisationerna Montreal Canadiens, Minnesota North Stars, Edmonton Oilers, Philadelphia Flyers, Washington Capitals och New York Islanders. Han producerade 584 poäng (226 mål och 358 assists) samt drog på sig 1 172 utvisningsminuter på 1 023 grundspelsmatcher. Han spelade också på lägre nivåer för Nova Scotia Voyageurs och Hershey Bears i American Hockey League (AHL) och Peterborough Petes i Ontario Major Junior Hockey League (OMJHL).
Han draftades i sjätte rundan i 1978 års draft av Montreal Canadiens som 103:e spelare totalt.
Acton är Stanley Cup-mästare med Edmonton Oilers för säsongen 1987–1988.
Direkt efter att han avslutat sin aktiva spelarkarriär blev han utnämnd som assisterande tränare åt Flyers och var där fram till 1998 när han bytte till New York Rangers. Det blev bara två år för honom på Manhattan innan han hoppade på jobberbjudandet om att vara assisterande tränare för Toronto Maple Leafs. De elva kommande åren kom han att jobba för tränare som Pat Quinn, Paul Maurice och Ron Wilson. Den 20 juni 2011 meddelade Maple Leafs att Acton inte skulle ingå i lagets tränarstab inför kommande säsong. Den 17 mars 2012 blev det bekräftat att det serbiska ishockeyförbundet hade anställt Acton som assisterande tränare till Serbiens U18-lag som skulle spela i 2012 års U18-VM i ishockey. Den 20 juni 2012 meddelade Columbus Blue Jackets att man hade anställt Acton till ny assisterande tränare åt tränaren Todd Richards stab. Det blev dock bara ett år i Blue Jackets och den 28 juni 2013 blev han anställd av Oilers som associate coach (typ biträdande tränare, ligger mellan den vanliga tränaren och de assisterande i tränarhierarkin).
Han är far till ishockeyspelaren Will Acton som tillhör NHL-organisationen Vancouver Canucks och spelar för deras primära samarbetspartner Utica Comets i AHL.

## Statistik
| 1974–1975    | Wexford Raiders       | MetJHL       | 43   | 23  | 29  | 52  | 46   | —  | —  | —  | —  | —  |
| 1975–1976    | Peterborough Petes    | OMJHL        | 35   | 9   | 17  | 26  | 30   | —  | —  | —  | —  | —  |
| 1976–1977    | Peterborough Petes    | OMJHL        | 65   | 52  | 69  | 121 | 93   | 4  | 1  | 4  | 5  | 6  |
| 1977–1978    | Peterborough Petes    | OMJHL        | 68   | 42  | 86  | 128 | 52   | 21 | 10 | 8  | 18 | 16 |
| 1978–1979    | Nova Scotia Voyageurs | AHL          | 79   | 15  | 26  | 41  | 22   | 10 | 4  | 2  | 6  | 4  |
| 1979–1980    | Montreal Canadiens    | NHL          | 2    | 0   | 1   | 1   | 0    | —  | —  | —  | —  | —  |
|              | Nova Scotia Voyageurs | AHL          | 75   | 45  | 53  | 98  | 38   | 6  | 1  | 2  | 3  | 8  |
| 1980–1981    | Montreal Canadiens    | NHL          | 61   | 15  | 24  | 39  | 74   | 2  | 0  | 0  | 0  | 6  |
| 1981–1982    | Montreal Canadiens    | NHL          | 78   | 36  | 52  | 88  | 88   | 5  | 0  | 4  | 4  | 16 |
| 1982–1983    | Montreal Canadiens    | NHL          | 78   | 24  | 26  | 50  | 63   | 3  | 0  | 0  | 0  | 0  |
| 1983–1984    | Montreal Canadiens    | NHL          | 9    | 3   | 7   | 10  | 4    | —  | —  | —  | —  | —  |
|              | Minnesota North Stars | NHL          | 62   | 17  | 38  | 55  | 60   | 15 | 4  | 7  | 11 | 12 |
| 1984–1985    | Minnesota North Stars | NHL          | 78   | 20  | 38  | 58  | 90   | 9  | 4  | 4  | 8  | 6  |
| 1985–1986    | Minnesota North Stars | NHL          | 79   | 26  | 32  | 58  | 100  | 5  | 0  | 3  | 3  | 6  |
| 1986–1987    | Minnesota North Stars | NHL          | 78   | 16  | 29  | 45  | 56   | —  | —  | —  | —  | —  |
| 1987–1988    | Minnesota North Stars | NHL          | 46   | 8   | 11  | 19  | 74   | —  | —  | —  | —  | —  |
|              | Edmonton Oilers       | NHL          | 26   | 3   | 6   | 9   | 21   | 7  | 2  | 0  | 2  | 16 |
| 1988–1989    | Edmonton Oilers       | NHL          | 46   | 11  | 15  | 26  | 47   | —  | —  | —  | —  | —  |
|              | Philadelphia Flyers   | NHL          | 25   | 3   | 10  | 13  | 64   | —  | —  | —  | —  | —  |
| 1989–1990    | Philadelphia Flyers   | NHL          | 69   | 13  | 14  | 27  | 80   | —  | —  | —  | —  | —  |
| 1990–1991    | Philadelphia Flyers   | NHL          | 76   | 14  | 23  | 37  | 131  | —  | —  | —  | —  | —  |
| 1991–1992    | Philadelphia Flyers   | NHL          | 50   | 7   | 10  | 17  | 98   | —  | —  | —  | —  | —  |
| 1992–1993    | Philadelphia Flyers   | NHL          | 83   | 8   | 15  | 23  | 51   | —  | —  | —  | —  | —  |
| 1993–1994    | Washington Capitals   | NHL          | 6    | 0   | 0   | 0   | 21   | —  | —  | —  | —  | —  |
|              | New York Islanders    | NHL          | 71   | 2   | 7   | 9   | 50   | 4  | 0  | 0  | 0  | 0  |
| 1994–1995    | Hershey Bears         | AHL          | 12   | 5   | 7   | 12  | 58   | —  | —  | —  | —  | —  |
| NHL totalt   | NHL totalt            | NHL totalt   | 1023 | 226 | 358 | 584 | 1172 | 66 | 12 | 21 | 33 | 88 |
| AHL totalt   | AHL totalt            | AHL totalt   | 166  | 65  | 86  | 151 | 118  | 16 | 5  | 4  | 9  | 12 |
| OMJHL totalt | OMJHL totalt          | OMJHL totalt | 168  | 103 | 172 | 275 | 175  | 25 | 11 | 12 | 23 | 22 |